# 雪莉·安·傑克遜
雪莉·安·傑克遜（英語：Shirley Ann Jackson，1946年8月5日—），美國物理學家，壬色列理工學院第18屆院長，曾任總統情報顧問委員會（英語：President's Intelligence Advisory Board）會長，身為非裔女性的她開創了許多美國史上的首例，如美國首位女物理博士、首位麻省理工學院非裔女博士、美國核管會首位非裔主席，亦是首位女主席；她也是第一位非裔的美國國家工程院女院長和美國的學術研究大學（即為壬色列理工學院）的校長。1998年獲選進入国家女性名人堂，2007年獲頒萬尼瓦爾布希獎，2012年獲選為英國皇家工程學院院士（英語：Fellow of the Royal Academy of Engineering，簡稱為 FREng）。

## 生平
1946年生於華盛頓D.C.，1964年畢業於羅斯福高中（英語：Roosevelt Senior High School）時，擔任畢業生代表，同年進入麻省理工學院，當時只有不到二十位非裔學生在學，而她是唯一一位修習理論物理學的，1968年大學畢業， 她在麻省理工學院修習博士學位時研究粒子物理學，1973年憑藉核能博士論文取得學位，是首位非裔女性取得該校的博士學位。傑克森也是美國第二位取得物理博士學位的女性。

## 成就與貢獻
雖然有許多文章宣稱她任職 AT&T 貝爾實驗室期間，其所做研究為基礎科學帶來了突破性發現，創造出不少現今科技的應用基礎，讓下列產品得以問世，例如隨身傳真機、按鍵式手機、太陽能電池、光纖電纜、來電顯示及來電等候等，但傑克遜本人並未做出這類宣稱，前述發明其實問世時間介於1954年到1970年，早於她進入實驗室的1976年。因此她本人並非如網路文章所稱是其發明之母。

## 外部連結
- Official Profile from Rensselaer Polytechnic Institute （页面存档备份，存于）
- Shirley Ann Jackson at IWasWondering.com
- June, Audrey.  (PDF). The Chronicle of Higher Education. June 5, 2007  [2019-01-04]. （原始内容 (PDF)存档于2016-03-04）.
- Article and profile （页面存档备份，存于） from the Chronicle of Higher Education
- Biography of Jackson from IEEE （页面存档备份，存于）
- Discussion with Charlie Rose
- C-SPAN內的頁面（英文）
  - C-SPAN Q&A interview with Jackson, January 2, 2005 （页面存档备份，存于）